# إله المنزل

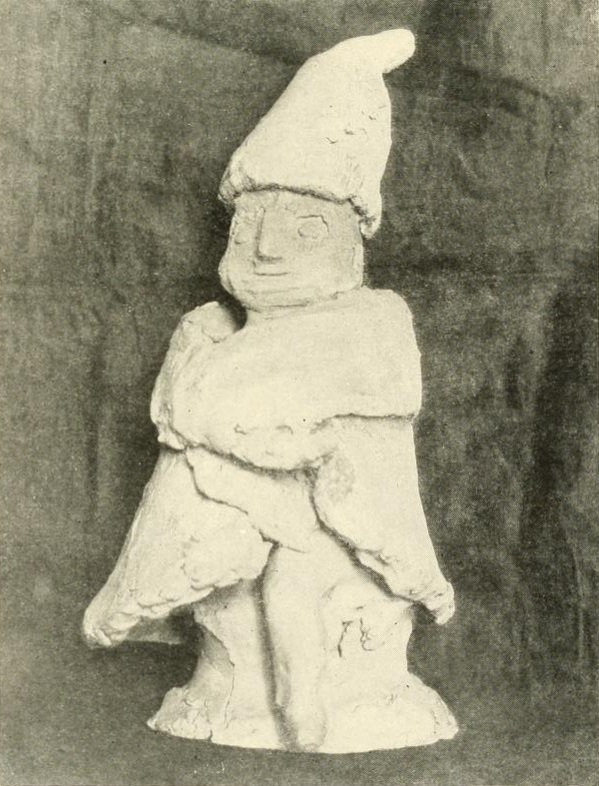
تمثال صغير سلافي للعبادة من دوموفوي، الإله الأسري، سلف الأقارب، في الوثنية السلافية في أوائل القرن العشرين

إله المنزل (بالإنجليزية: Household deity)‏ هو إله أو روح تحمي المنزل، وتعتني بكامل الأسرة أو بعض الأعضاء الرئيسيين. وقد كان اعتقادًا شائعًا في الوثنية وكذلك في الفولكلور عبر أجزاء كثيرة من العالم.
تنقسم الآلهة المنزلية إلى نوعين؛ أولاً، غالبًا ما يُشار إلى إله معين - عادة إلهة - على أنها إلهة الموقد أو إلهة محلية مرتبطة بالمنزل والموقد، مثل هيستيا اليونانية وفريغ النوردية.
النوع الثاني من الآلهة المنزلية هي تلك التي ليست إلهًا فرديًا واحدًا، ولكن نوعًا أو أنواعًا من الآلهة المتحركة، والتي عادة ما تكون لها قوى أقل من الآلهة الرئيسية. كان هذا النوع شائعًا في ديانات العصور القديمة، مثل لار في الديانة الرومانية القديمة، وغاشين في الشامانية الكورية، وكوفغود [الإنجليزية] في الوثنية الأنجلوسكسونية. نجت هذه الأخيرة من التنصير كمخلوقات تشبه الجنيات موجودة في الفولكلور، مثل الأنجلو الاسكتلندية براوني والسلافية دوموفوي [الإنجليزية] (جنية سمراء صغيرة).
عادة ما تُعبد الآلهة الأسرية ليس في المعابد ولكن في المنزل، حيث تمثلها أصنام صغيرة (مثل ترافيم الكتاب المقدس، الذي يُترجم غالبًا على أنه «آلهة منزلية» في تكوين 31:19 على سبيل المثال)، والتمائم، واللوحات أو النقوش. كما يمكن العثور عليها على أشياء منزلية، مثل أدوات التجميل في حالة إيبت. قد يكون للمنازل الأكثر رخاء مزار صغير لإله (آلهة) الأسرة؛ خدم الاريوم هذا الغرض في حالة الرومان. ويتم التعامل مع الآلهة كأفراد من العائلة ودعوتهم للانضمام إلى وجبات الطعام، أو يتم تقديم عروض الطعام والشراب لهم.

## الأنواع

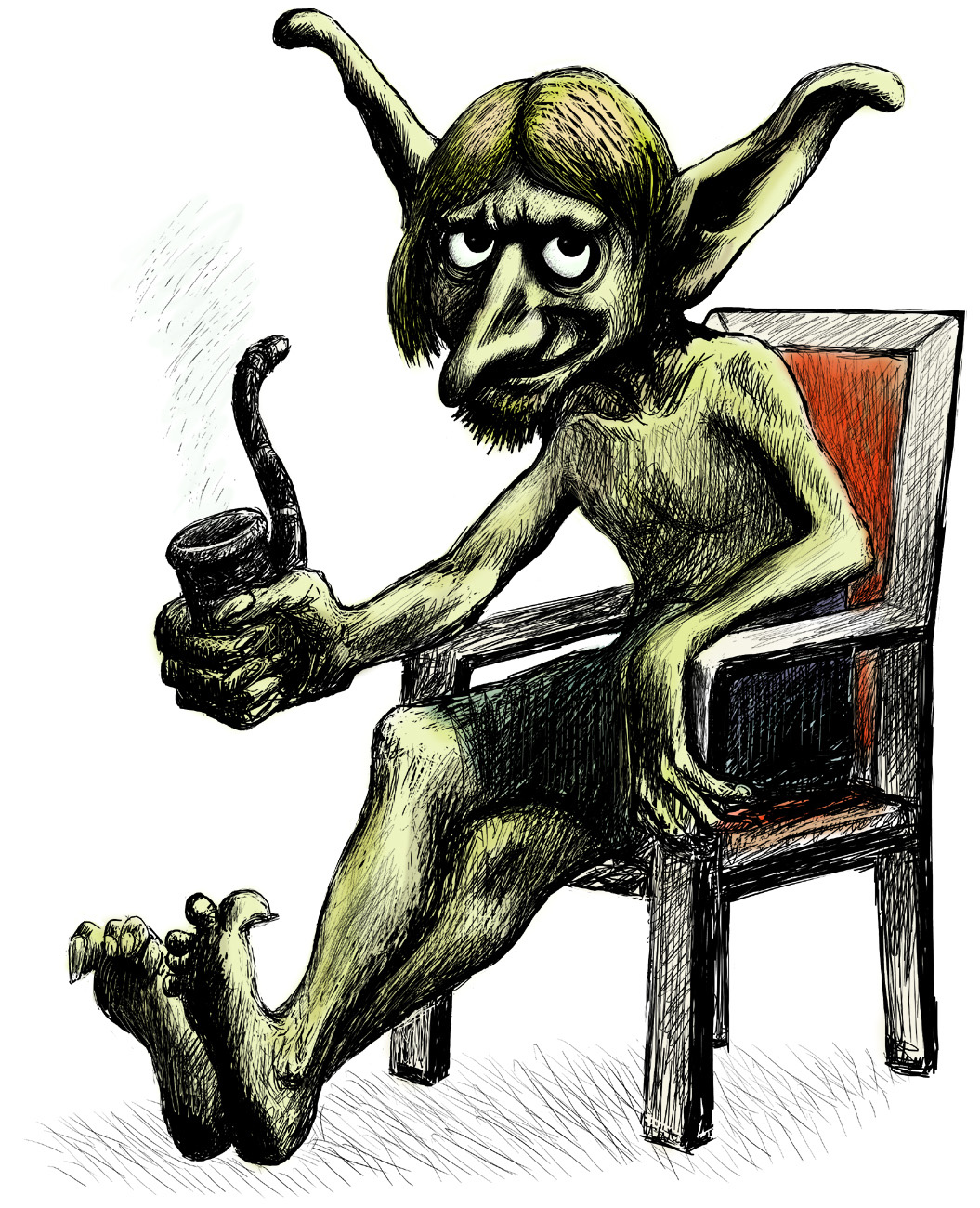
البعبع أو الجني في الميثولوجيا الألمانية Kobold

في العديد من الأديان، القديمة والحديثة على حد سواء، هناك إله يترأس المنزل. توجد أنواع أو أنواع معينة من آلهة الأسرة. مثال على ذلك كان الإله الروماني لاريس.
احتفظت العديد من الثقافات الأوروبية بأرواح المنزل في الفترة الحديثة. مثل:
- براوني (اسكتلندا وإنجلترا) أو هوب (إنجلترا) / كوبولد (ألمانيا) / جوبلين / هوبجوبلين.
- دوموفوي (السلافي)
- Nisse (النرويجية أو الدنماركية) / Tomte (السويدية) / Tonttu (الفنلندية)

على الرغم من أن الوضع الكوني لآلهة الأسرة لم تكن عالية المقام مثل حالة الأولمبيين الإثني عشر أو الإيسر، إلا أنهم كانوا أيضًا يشعرون بالغيرة من كرامتهم ويجب أيضًا أن يُرضوا بالأضرحة والقرابين، مهما كانت متواضعة. بسبب احتكاكهم المباشر مع البشر، حيث كان لديهم تأثير أكبر في الشؤون اليومية للناس أكثر من الآلهة البعيدة. استمرت بقايا عبادتهم بعد فترة طويلة من اقتلاع المسيحية والديانات الرئيسية الأخرى تقريبا لكل أثر للوثنية الكبرى ومجاميع الآلهة. يمكن رؤية عناصر الممارسة حتى اليوم، مع التراكمات المسيحية، حيث تحمي التماثيل لمختلف القديسين (مثل القديس فرنسيس) الحدائق والكهوف. حتى الغراغيل الموجودة في الكنائس القديمة، يمكن رؤيتها كأوصياء يحمون ويقسمون مساحة مقدسة.
لعدة قرون، خاضت المسيحية حربًا ممسحة ضد هذه الآلهة الوثنية الصغيرة المتبقية، لكنها أثبتت أنها عنيدة. فعلى سبيل المثال، لدى مارتن لوثر في كتابه حديث الطاولة العديد من الإشارات الجادة إلى حد ما للتعامل مع البعبع أو الكوبولد.

## أصول الروحانية وعبادة الأسلاف

### شنتو كنموذج للتطور

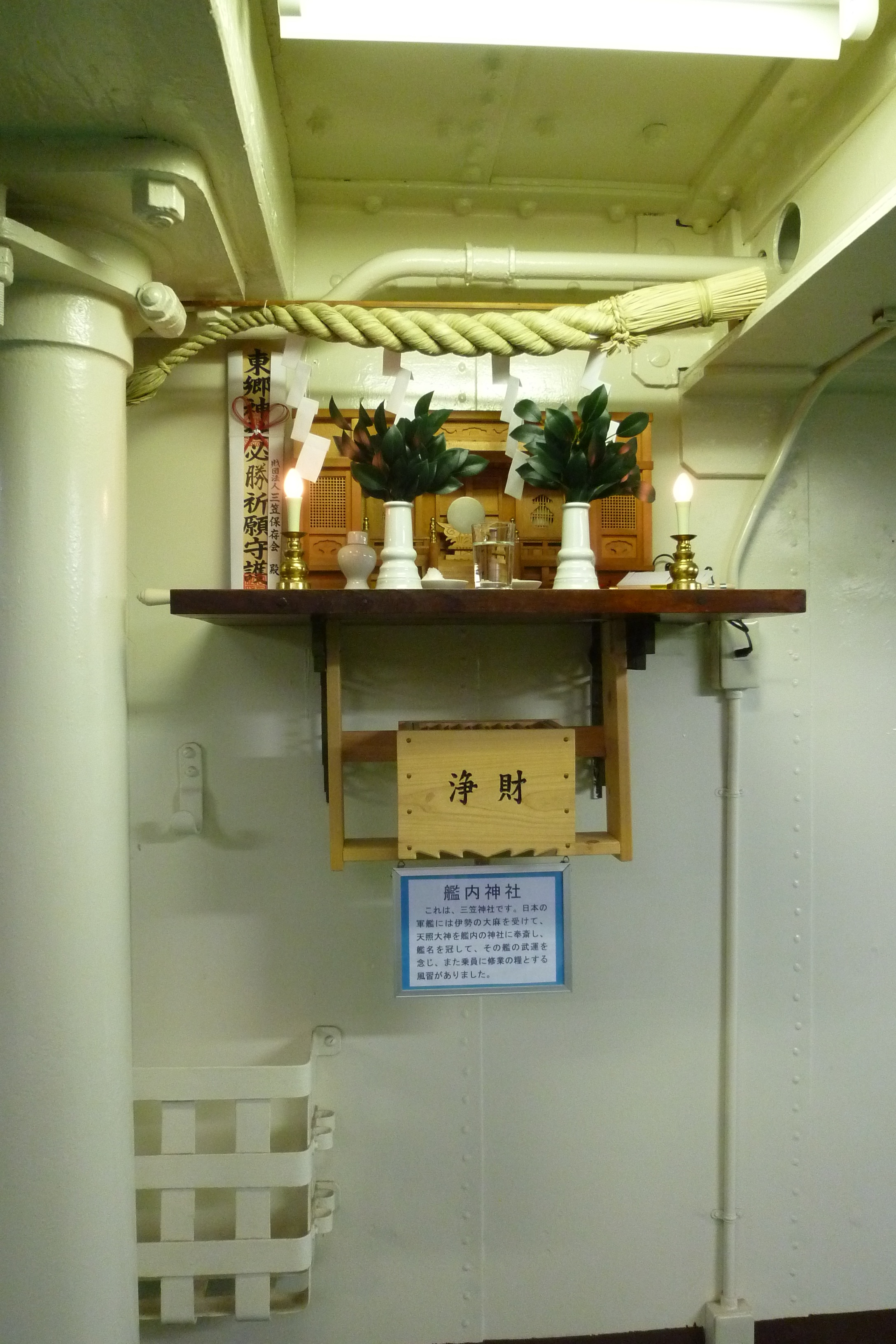
كاميدانا في ديانة الشنتو في احدى المنازل اليابانية

يمكن تتبع الديناميكيات العامة لأصل وتطور آلهة الأسرة على مدى كبير وتمثلها الأصول المشهود عليها تاريخيا والممارسات الحالية لنظام معتقدات الشنتو في اليابان. كما قال عالم اليابان البريطاني لافكاديو هيرن:
| إن الدين الحقيقي لليابان، الدين الذي لا يزال يصرح به بشكل أو بآخر، من قبل الأمة بأكملها، هو تلك العبادة التي كانت أساس كل دين متحضر، وكل المجتمع المتحضر - عبادة السلف. |
| —. |

كما يضيف:
| عندما يولد طفل في اليابان ، يضيف مزار الشنتو المحلي اسم الطفل إلى قائمة محفوظة في الضريح ويعلن أنه "طفل عائلي" (氏 子 ujiko). بعد الموت يصبح اليوجيكو "روح العائلة" أو " [كامي] العائلة " (氏 神 ujigami). |
| — |

لا تزال العديد من المنازل اليابانية تحتوي على ضريح (كاميدانا، رف الكامي) حيث يتم تقديم القرابين إلى كامي الأجداد، وكذلك إلى آلهة الكامي أخرى.

### آلهة محددة
الآلهة المنزلية أو آلهة التدفئة من مختلف الأساطير تشمل:

#### الأوربية
- Agathodaemon في الوثنية اليونانية
- Aitvaras في الأساطير الليتوانية
- Berehynia (في الأصل روح النهر، منذ عام 1991 أصبحت إلهة التدفئة في القومية الأوكرانية الرومانسية)
- Brighid، إلهة في الوثنية الكلتية
- براوني أو يوريسك في الفولكلور الإسكتلندي
- Bwbachod في الفولكلور الويلزي
- Cofgodas في الوثنية الأنجلو ساكسونية
- دوموفوي في الوثنية السلافية
- فريغ، إلهة في الوثنية الإسكندنافية
- جابيجا، إلهة في الوثنية البلطيقية
- Haltija، أو Haldjas في الوثنية الفنلندية والفولكلور الفنلندي والفولكلور الإستوني.
- Heinzelmännchen بالفولكلور الألماني
- هيستيا، إلهة الوثنية اليونانية
- حب، لوبر فيند، وبوك باللغة الفلكلورية الإنجليزية
- جاك أو الوعاء بالفولكلور السويسري
- كوبولد بالفولكلور الألماني
- لاريس في الديانة الرومانية القديمة
- لوتين بالفولكلور الفرنسي
- ماتكا غابيا، إلهة الوثنية السلافية
- Monaciello أو Monachiccio أو Mamucca أو Lu Laùru أو Aguriellu أو Mazapegol باللغة الفلكلورية الإيطالية
- Pūķis في الفولكلور اللاتفي
- Tomte، أو Nisse في الفولكلور الاسكندنافي
- Trasgu في الفلكلور الإسباني والفولكلور البرتغالي
- فستا، إلهة الديانة الرومانية التقليدية ، سواء المحلية أو المحلية

#### الأفريقية
- بيس، إله في الوثنية المصرية
- Ekwu، إله لشعب الإيغبو Odinani

#### الآسيوية
- أنيتو في الثقافة الفلبينية قبل العصور الوسطى.
- جميع Gashin، وأبرزها Teoju  Seongju  Jowang، أو Samshin.
- Kamui Fuchi، إلهة في الفولكلور عينو في اليابان
- إله المطبخ في الفولكلور الصيني
- Ông Táo في الفولكلور الفيتنامي
- Tudigong في الديانة الشعبية الصينية
- Zashiki-warashi في الفولكلور الياباني

#### أمريكا الشمالية
- Chantico، إلهة في أساطير الأزتك